# Даміано Лестінджі
Даміано Лестінджі (італ. Damiano Lestingi, 22 квітня 1989) — італійський плавець.
Учасник Олімпійських Ігор 2008 року.
Призер Чемпіонату Європи з плавання на короткій воді 2010, 2012 років.